# Joseph Greaton
Joseph James Josiah Greaton (ou Grayton), né le 12 février 1679 à Londres et décédé le 19 août 1753 à Chesapeake City, au Maryland (États-Unis), est un prêtre jésuite anglais et missionnaire en Amérique du Nord.    

## Biographie
Converti de l’anglicanisme Joseph Greaton fait ses études secondaires au collège anglais de Saint-Omer, en France du Nord. Il les poursuit au séminaire anglais (en exil) de Valladolid en Espagne où il est ordonné prêtre le 28 septembre 1707. Moins d’un an plus tard, le 5 juillet 1708 il entre au noviciat des Jésuites anglais, à Watten, en France du nord. Il fait ensuite un complément d’études théologiques au collège anglais de Liège (1710) et retourne à Saint-Omer (1711) et Watten (1712-1713).
En 1714 Greaton se retrouve dans son pays natal, l’Angleterre, où il exerce son ministère sacerdotal. Mais huit ans plus tard, en 1722 il est envoyé au Maryland, une colonie anglaise d’Amérique du Nord. De là il passe en Pennsylvanie en 1737 où le 15 mai de la même année il ouvre la chapelle Saint-Joseph, à Philadelphie, pour la seule communauté catholique urbaine des colonies britanniques d'Amérique du Nord. 
Il œuvre également dans les zones rurales du sud-est de la Pennsylvanie et dans la colonie voisine du New Jersey occidental. Il y est rejoint par des jésuites anglais et allemands dont il est le supérieur de 1740 à -1747. C’est la ‘Mission de Pennsylvanie’, connue sous le nom de Saint-François Borgia. 
Décrit comme « un homme de talent pratique et grande expérience » Greaton se retire dans la mission rurale de Bohemia Manor (aujourd’hui Chesapeake City, Maryland), où il meurt le 19 août 1753.    